# Paz de Nicias
La paz de Nicias fue un tratado de paz firmado entre las ciudades-estado griegas de Atenas y Esparta en 421 a. C., que puso fin a la primera parte de la guerra del Peloponeso. 
En 425 a. C. los espartanos habían perdido las batallas de Pilos y de Esfacteria, una derrota grave por la que los atenienses retuvieron 120 hoplitas espartanos (manifestado por Tucídides). Fueron recuperados en 424 a. C., cuando el general espartano Brásidas capturó Anfípolis. El mismo año, los atenienses sufrieron una gran derrota en 
Beocia en la batalla de Delio, y en 422 a. C. fueron derrotados de nuevo en la batalla de Anfípolis en el intento de retirarse a esa ciudad. Ambos, Brásidas, el principal general espartano y Cleón, el principal político de Atenas murieron en Anfípolis. Ambos bandos estaban agotados y listos para la paz.
Las negociaciones fueron iniciadas por Plistoanacte, rey de Esparta, y el general ateniense Nicias. Ambos decidieron la devolución de todo lo que habían conquistado en la guerra, excepto Nisea, que quedaría en manos atenienses, y Platea, que permanecería bajo el control de Tebas. En particular, Anfípolis sería devuelta a Atenas, y los atenienses deberían liberar a los prisioneros tomados en Esfacteria. Templos de toda Grecia serían abiertos a los fieles de todas ciudades, y el oráculo de Delfos recuperaría su autonomía. Atenas podía continuar recaudando el tributo de los estados que lo habían hecho desde la época de Arístides, pero Atenas no podía forzarles a que se hicieran aliados. Atenas también aceptó prestar ayuda a Esparta si los hilotas se rebelaban. Todos los aliados de Esparta acordaron firmar la paz, menos los beocios, Corinto, Elis y Mégara. 
Diecisiete representantes de cada bando juraron mantener el tratado, que se pretendió al menos durante quince años. Estos representantes fueron, por Esparta, el rey Plistoacnate y Agis II, Plístolas, Damageto, Quiónide, Metágenes, Acanto, Daito, Iscágoras, Filocáridas, Zeúxidas, Antipo, Télide, Alcínadas, Empedias, Menas, y Láfilo. Los signatarios atenienses fueron Lampón, Istmiónico, Nicias, Laques, Eutidemo, Procles, Pitodoro, Hagnón, Mírtilo, Trasicles, Teágenes, Aristócrates, Yolcio, Timócrates, León, Lámaco, y Demóstenes. El tratado de paz entró en vigor bajo el eforato de Plístolas, el cuarto día antes del fin del mes de Artemisio y en Atenas bajo el arcontado de Alceo, el sexto día antes del mes de elafebolión.

Este tratado se concluyó al acabar el invierno, con la primavera en sus comienzos, inmediatamente después de las Dionisias urbanas.
Sin embargo, ningún bando estaba satisfecho, y el tratado fue roto después y declarado inservible.